# Samoa alemana
Samoa alemana (en alemán: Deutsch-Samoa) fue un protectorado alemán en el océano Pacífico entre 1900 y 1914, formado por las islas de Upolu, Savaii, Apolima y Manono, y que después de estar bajo dominio británico se emancipó finalmente con el nombre de Samoa Occidental. Samoa fue la última adquisición colonial alemana en la cuenca del Pacífico, recibida tras la Convención Tripartita firmada en Washington el 2 de diciembre de 1899 con el intercambio de ratificaciones el 16 de febrero de 1900. Fue la única colonia alemana en el Pacífico, aparte de la concesión de Kiau Chau en China, que se administró por separado de la Nueva Guinea Alemana.

## Historia

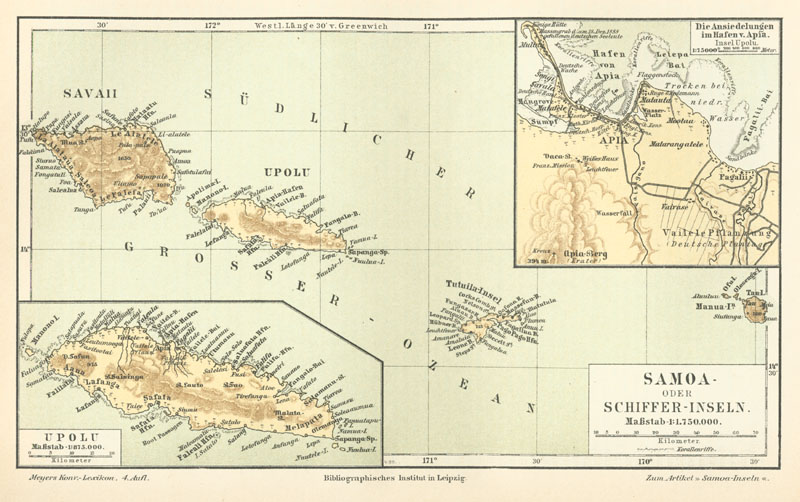
Mapa de Samoa con la capital Apia, alrededor de 1890.

Reparto de las colonias alemanas en el Pacífico tras la Primera Guerra Mundial.

El primer europeo en avistar Samoa fue el holandés Jakob Roggeveen en 1722. Una expedición estadounidense al mando de Charles Wilkes tomó posesión de ella y nombró un cónsul, aunque un cónsul británico ya residía en ese entonces en Apia, la capital samoana. Las operaciones comerciales alemanas en el área comenzaron en la década de 1850.
En 1855 J. C. Godeffroy & Sohn expandió su negocio comercial al Pacífico luego de las negociaciones de August Unshelm, el agente de Godeffroy en Valparaíso. Navegó hacia las islas de Samoa, que entonces se conocían como las "islas Navigator". Durante la segunda mitad del siglo XIX, la influencia alemana en Samoa se expandió y se introdujeron operaciones de plantación a gran escala para el cultivo de caoba, cacao y hevea, especialmente en la isla de Upolu, donde las empresas alemanas monopolizaron el procesamiento de copra y cacao.
Las operaciones comerciales de J. C. Godeffroy & Sohn se extendieron a las islas en el Pacífico Central. En 1865, un capitán comercial que actuaba en nombre de J. C. Godeffroy & Sohn obtuvo un contrato de arrendamiento de 25 años en el islote oriental de Nukulaelae. J. C. Godeffroy & Sohn fue adquirida en 1879 por Handels-und Plantagen-Gesellschaft der Südsee-Inseln zu Hamburg (DHPG). La competencia en las operaciones comerciales en el Pacífico Central provino de Ruge, Hedemann & Co, establecida en 1875, a la que H. M. Ruge and Company sucedió hasta que esa firma fracasó en 1887.
Las crecientes empresas comerciales alemanas en la zona eran testigos de los intereses estadounidenses en el área, que se manifestaban en operaciones en el excelente puerto de Pago Pago en Tutuila en 1877.
Las tensiones causadas en parte por los intereses en conflicto de los comerciantes y propietarios de plantaciones alemanas, las empresas comerciales británicas y los intereses comerciales estadounidenses llevaron a la primera guerra civil de Samoa. La guerra se libró aproximadamente entre 1886 y 1894, principalmente entre samoanos, aunque el ejército alemán intervino en varias ocasiones. Los Estados Unidos y el Reino Unido se opusieron a la actividad alemana que llevó a una confrontación en el puerto de Apia en 1887.
En 1899, después de la segunda guerra civil de Samoa, los nativos ya habían abandonado toda esperanza de autogobernarse y las islas de Samoa fueron divididas por las tres potencias involucradas. La Convención Tripartita de Samoa otorgó el control de las islas al oeste del meridiano 171° de longitud oeste a Alemania, las islas del este a los Estados Unidos (actual Samoa Americana) y el Reino Unido fue compensado con otros territorios en Oceanía y en África Occidental.

## Desarrollo económico

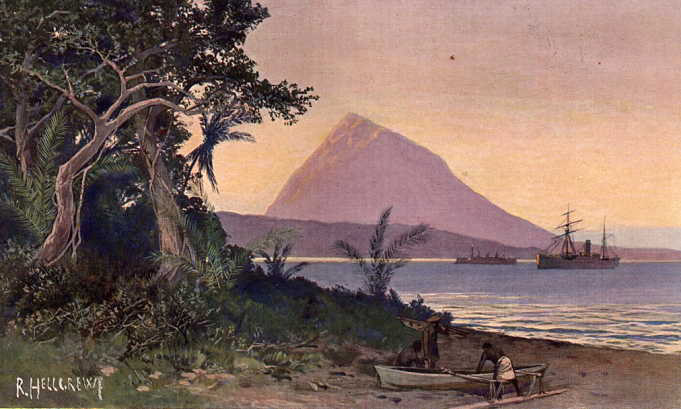
Puerto de Saluafata (Rudolf Hellgrewe, 1908), aprox. 10 millas al este de Apia.

Durante el período colonial alemán se formaron nuevas empresas para expandir en gran medida las actividades agrícolas y fueron creadas extensas plantaciones de coco, cacao y goma eva, que a su vez aumentaron los ingresos fiscales para las obras públicas que estimulaban aún más el crecimiento económico; "... sobre todo, el período de gobierno alemán fue el más progresivo, económicamente, que ha experimentado el país". J. C. Godeffroy, como el líder de una empresa de comercio y plantación en Samoa, mantuvo comunicaciones entre sus diversas subdivisiones y sucursales y la base de operaciones en Hamburgo con su propia flota de barcos. Dado que la dotación cultural de Samoa no incluía "trabajo por contrato", se implementó la importación de trabajadores chinos (coolies) (y, en menor medida, melanesios procedentes de la Nueva Guinea Alemana que trabajan para DHPG), y "... para 1914 más de 2 000 chinos estaban en la colonia, proporcionando una fuerza laboral efectiva para las plantaciones [alemanas]".
Las mayores empresas agrícolas de Samoa eran:
- J. C. Godeffroy & Son (renombrada como Deutsche Handels und Plantagen Gesellschaft o DHPG)
- Deutsche Samoa Gesellschaft
- Safata-Samoa-Gesellschaft
- Samoa Kautschuk Kompagnie

## Administración colonial

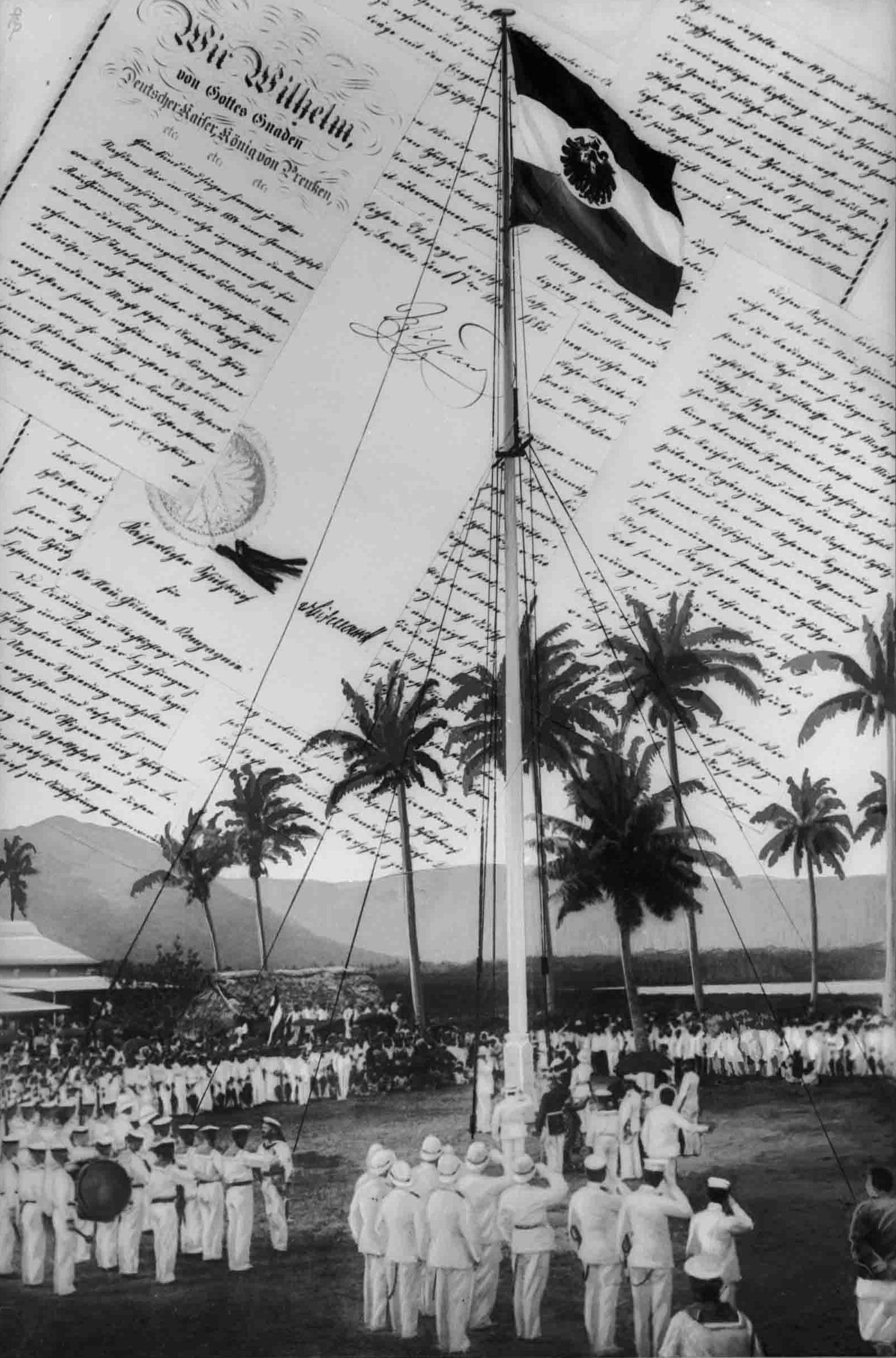
Levantamiento de la bandera alemana en Samoa el 1 de marzo de 1900 (montaje fotográfico con la carta de protección imperial al fondo).

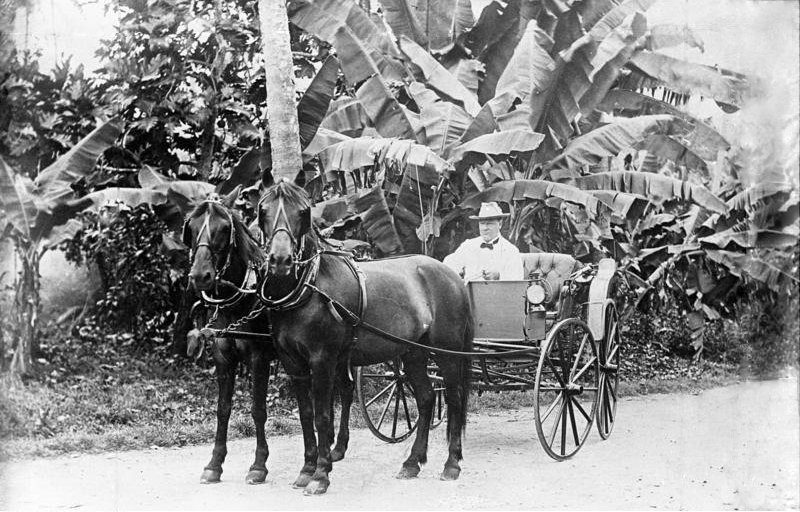
El gobernador alemán de Samoa, Wilhelm Solf, fotografiado en Apia (1910).

El período colonial alemán duró 14 años y comenzó oficialmente con el izamiento de la bandera imperial alemana el 1 de marzo de 1900. Wilhelm Solf se convirtió en el primer gobernador. En sus relaciones políticas con el pueblo samoano, el gobierno de Solf mostró cualidades similares de inteligencia y cautela, al igual que en el aspecto económico. Con mucha habilidad injertó las instituciones samoanas en el nuevo sistema de gobierno colonial con la aceptación de costumbres locales. El mismo Solf aprendió muchas de las costumbres y rituales importantes para el pueblo de Samoa, observando la etiqueta cultural que incluye el consumo ceremonial de kava. Enérgicos esfuerzos por parte de los administradores coloniales alemanes dieron con el establecimiento del primer sistema de escuelas públicas, se construyó un hospital, que fue capacitado y ampliado como fuese necesario, y mujeres samoanas fueron formadas como enfermeras.
Sin embargo, cuando un matai (jefe) disidente de Samoa excedió los límites de su considerable tolerancia, Solf intervino de manera asertiva, diciendo que "... solo había un gobierno en Samoa", y era él. “El gobierno alemán trajo paz y orden por primera vez ... La autoridad, en la persona del gobernador, se convirtió en paterna, justa y absoluta. Berlín estaba muy lejos; no había cable ni radio”.
De todas las posesiones coloniales de las potencias europeas en el Pacífico, la Samoa alemana era, de lejos, la que poseía más carreteras. Todas las carreteras hasta 1942 se habían construido bajo la dirección alemana. Las subvenciones imperiales de la tesorería de Berlín, que habían marcado los primeros ocho años del gobierno alemán, ya no eran necesarias después de 1908; Samoa se había convertido en una colonia autosuficiente. Wilhelm Solf dejó Samoa en 1910 para ser nombrado Secretario Colonial en Berlín; fue sucedido como gobernador por Erich Schultz, el exjuez principal en el protectorado. Los alemanes construyeron el ferrocarril Telefunken desde Apia hasta el monte Vaea para transportar materiales de construcción para el mástil de 120 m de altura de su estación inalámbrica Telefunken, que se inauguró como estaba previsto el 1 de agosto de 1914, apenas unos días después del comienzo de la Primera Guerra Mundial.

## Ocupación británica
Aparte de la policía nativa de Samoa, Alemania no tenía fuerzas armadas estacionadas en las islas. El pequeño cañonero SMS Geier y el buque de inspección Planet fueron asignados a la llamada "Estación Australiana" (que abarcaba todos los protectorados alemanes de los mares del sur, no el dominio británico de Australia), pero el Geier nunca llegó a Samoa.
A instancias del Reino Unido la colonia fue invadida sin oposición la mañana del 29 de agosto de 1914 por las tropas de la Fuerza Expedicionaria de Nueva Zelanda. El vicealmirante conde Maximilian von Spee del Escuadrón Alemán de Asia Oriental adquirió conocimiento de la ocupación y se dirigió a Samoa con los cruceros blindados SMS Scharnhorst y SMS Gneisenau, que llegaron a Apia el 14 de septiembre de 1914. Sin embargo, determinó que un desembarco solo sería una ventaja temporal en un mar dominado por los aliados y partieron ambos cruceros. Nueva Zelanda ocupó la colonia alemana hasta 1920, luego gobernó las islas hasta su independencia en 1962 como un mandato de la Sociedad de las Naciones Clase C y luego como un fideicomiso de las Naciones Unidas después de 1946.

## Símbolos planeados para Samoa Alemana
En 1914 se hicieron una serie de borradores para la proposición de banderas y escudos de armas para las colonias alemanas. Sin embargo, la Primera Guerra Mundial se desató antes de que los diseños se terminaran y se implementaran. Tras la derrota en la guerra, Alemania perdió todas sus colonias y por lo tanto, los símbolos nunca se pusieron en uso. 